# Herpele multiplicata
Herpele multiplicata és una espècie d'amfibis gimnofions de la família Caeciliidae. És endèmica de Camerun. Els seus hàbitats naturals inclouen boscos secs tropicals o subtropicals, plantacions, jardins rurals i zones prèviament boscoses ara molt degradades.